# Федотова Ірина Михайлівна
Федотова Ірина Михайлівна (15 лютого 1975) — російська академічна веслувальниця.
Бронзова призерка Олімпійських Ігор 2000 року в складі парної четвірки, учасниця 1996, 2004 років.